# Zale incipiens
Zale incipiens là một loài bướm đêm trong họ Erebidae.